# Moulins-en-Tonnerrois
Moulins-en-Tonnerrois è un comune francese di 117 abitanti situato nel dipartimento della Yonne nella regione della Borgogna-Franca Contea.

## Società

### Evoluzione demografica
Abitanti censiti